# سیدنی رم
سیدنی رُم (انگلیسی: Sydne Rome؛ زادهٔ ۱۷ مارس ۱۹۵۱) بازیگر آمریکایی-ایتالیایی است.
وی ساکن کشور ایتالیا بوده و در تعدادی فیلم آلمانی و ایتالیایی، از جمله در چند وسترن اسپاگتی هنرنمایی کرده است و به جز یک استثنا، تماما در آثار اروپایی بازی کرده است. گاهی نام کوچک او را در زبان انگلیسی به اشتباه Sydney یا Sidne نوشته‌اند که درست نیست.
از فیلم‌هایی که وی در آن نقش داشته است، می‌توان به جنون بورژوازی، ثریا، چی؟، هیولا، پدر ماتئو و سکس با لبخند اشاره کرد.